# 绵阳专区
绵阳专区，四川省已撤消的专区。1950年置。
原属川西行署区，在今四川省北部。辖绵阳、彰明、梓潼、罗江、德阳、广汉、金堂、什邡、绵竹、安县等县。专员公署驻绵阳县（今市）。1952年恢复四川省管辖。1953年剑阁、江油、广元、旺苍、北川、平武、青川、昭化八县划入。1958年遂宁、蓬溪、潼南（今属重庆）、中江、三台、射洪、盐亭七县划入；江油、彰明二县合设江彰县，江彰县又改名江油县。1959年撤销昭化、罗江二县。1968年改置绵阳地区。